# Begevingsrecht
Het begevingsrecht is het recht van een collator om een ambtsdrager te benoemen. Het werd voornamelijk gebruikt in de Middeleeuwen in religieuze milieus, bijvoorbeeld bij het vergeven van een predikantsplaats, maar is nog steeds in gebruik bij geestelijke ambten.